# Districtul Down
Down este un district al Irlandei de Nord. Principalul oraș este Downpatrick cu o populație de 10.316 locuitori, alte localități importante fiind Ardglass, Ballynahinch, Castlewellan, Clough, Crossgar, Dundrum, Killough, Killyleagh, Newcastle, Saintfield, Seaforde și Strangford.